# Микулин, Василий Яковлевич
Василий Яковлевич Микулин (1791 — 10 июля 1841) — русский военачальник, генерал-лейтенант, генерал-адъютант. Доверенное лицо императора Николая I.

## Биография
Из старинного дворянского рода, поместья которого располагались в Великолуцком уезде Псковской губернии. 5 декабря 1809 года зачислен подпрапорщиком в Лейб-гвардии Преображенский полк, с которым была связана вся его дальнейшая жизнь и служба. В составе полка принимал участие в Отечественной войне 1812 года и Заграничных походах, в частности, в битве при Бородине и в сражении при Кульме (отличился, награждён орденом Святого Владимира IV степени с бантом).
По состоянию на 1825 год, полковник Микулин — командир 1-го батальона Лейб-гвардии Преображенского полка. Во время Восстания декабристов поддержал Николая I, совместно с командиром полка Н. А. Исленьевым привёл свой батальон на подмогу к Николаю в тот момент, когда общий исход дела был неясен. Николай публично обнял Исленьева и Микулина, и в дальнейшем всегда особо выделял их и продвигал по службе.
15 декабря 1825 года Микулин стал флигель-адъютантом императора, 14 апреля 1829 года был произведён в генерал-майоры. С 25 июня 1829 года — генерал-майор Свиты Его Императорского Величества.
Микулин участвовал в Русско-турецкой войне 1828-1829 годов. В 1830-1833 годах являлся комендантом Императорской главной квартиры. С 1833 по 1839 год являлся командиром родного Лейб-гвардии Преображенского полка, причём с 1837 года одновременно возглавлял и 1-ю гвардейскую пехотную бригаду, куда входил полк. 6 декабря 1838 года стал генерал-адъютантом императора. 30 августа 1839 года был произведён в генерал-лейтенанты. К тому времени генерал Микулин уже тяжело болел. Для лечения он ездил в отпуск за границу. Именно в это время польским художником-портретистом Яном Каневским был исполнен акварельный портрет генерала.
Генерал-лейтенант, генерал-адъютант Василий Яковлевич Микулин скончался 10 июня 1841 года. Похоронен на Тихвинском кладбище Александро-Невской лавры (ныне «некрополь мастеров искусств»). Монументальное надгробие в виде колонны, увенчанной крестом, сохранилось, но требует реставрации.

## Награды

### Старшие российские
- Орден Святого Георгия 4-й степени
- Орден Белого орла
- Орден Святого Владимира 2-й степени
- Орден Святой Анны 1-й степени.
- Орден Святого Станислава 1-й степени

### Иностранные
- Орден Красного орла 2-й степени (Пруссия)
- Кульмский крест (Пруссия)

### Российские медали и знаки отличия
- Серебряная медаль «В память Отечественной войны 1812 года»
- Медаль «За взятие Парижа»
- Медаль «За турецкую войну 1828-1829»
- Знак отличия за 25 лет безупречной службы